# Marcus Fahn
Marcus Fahn (* 1. Mai 1976 in Bonn) ist ein deutscher Fernseh- und Hörfunkmoderator.

## Leben
Marcus Fahn wuchs im mittelfränkischen Langenzenn auf und begann seine Laufbahn 1992 beim Lokalsender Radio Downtown in Erlangen, wo er am 4. Oktober 1992 seine erste Sendung moderierte. Nach Stationen bei Radio Energy und Radio Gong in Nürnberg volontierte er von 1997 bis 1999 bei Antenne Bayern in Ismaning. Anschließend studierte er Journalistik in München und arbeitete bei Antenne Bayern als Moderator und Redakteur. In dieser Zeit war er auch für den Fernsehsender RTL Franken Life TV in Nürnberg tätig.
Ab 2002 war er als Nachrichtensprecher, Moderator und Reporter für den NDR und den WDR tätig. Er berichtete u. a. von den Terroranschlägen 2004 in Madrid. 2005 kehrte er zu Antenne Bayern zurück. Während der Fußball-Weltmeisterschaft 2006 war er zudem Stadionsprecher in der Allianz Arena.
2008 wechselte Fahn zum Bayerischen Rundfunk und übernahm bis 2011 zusammen mit Bernhard Fleischmann und Claudia Conrath die neue Morgensendung Die Frühaufdreher bei Bayern 3. 2011 wurde er Moderator des neuen Sky-Nachrichtenkanals Sky Sport News. 2014 begann er zudem bei Bayern 1 zu arbeiten, wo er seit 2017 die Morgensendung moderiert. Von 2021 bis zur Einstellung der Sendung 2023 war er zudem als Moderator der Sendung Leute heute im ZDF im Einsatz. Im Oktober 2024 startete der BR das neue TV-Format "Berghütten mit Marcus Fahn" mit ihm. Fahn ist zudem einer der Moderatoren der Konzert-Reihe Night of the Proms.

## Ehrungen
2019 und 2021 wurde er für den Deutschen Radiopreis nominiert und bekam die Auszeichnung 2021 für „Beste Sendung“.